# Rivière à Mars Nord-Ouest
Pour les articles homonymes, voir Mars.
La rivière à Mars Nord-Ouest est un affluent de la rivière à Mars coulant dans le territoire non organisé de Lac-Pikauba, dans la municipalité régionale de comté (MRC) de Charlevoix, dans la région administrative de la Capitale-Nationale, dans la province de Québec, au Canada. La rivière à Mars Nord-Ouest traverse la partie centre-ouest de la Réserve faunique des Laurentides.
En amont de la zone portuaire, industrielle et urbaine, la vallée de la rivière à Mars est surtout desservie par le chemin de la Consol Paper. La rivière à Mars Nord-Ouest est desservie par quelques autres routes forestières secondaires pour les besoins la foresterie et des activités récréotouristiques.
La foresterie constitue la principale activité économique de cette vallée ; les activités récréotouristiques, en second.
La surface de la rivière à Mars Nord-Ouest est habituellement gelée du début de décembre à la fin mars, toutefois la circulation sécuritaire sur la glace se fait généralement de la mi-décembre à la mi-mars.

## Géographie
Les principaux bassins versants voisins de la rivière à Mars Nord-Ouest sont :
- côté nord : rivière à Mars, rivière à Pierre, lac Ha! Ha! ;
- côté est : rivière à Mars, lac au Goéland, lac Stymphale, ruisseau au Goéland, lac Colon ;
- côté sud : lac à Mars, lac des Bouleaux, lac des Pas Perdus, Grand lac des Enfers, ruisseau Philippe ;
- côté ouest : lac Pikauba, rivière Cyriac, lac Marchand, rivière du Moulin, lac de l’Enfer, lac Georges.

La rivière à Mars Nord-Ouest prend sa source à l'embouchure du lac à Mars (longueur : 2,3 km ; altitude : 858 m) dans la réserve faunique des Laurentides. Cette source est située à :
- 1,5 km à l’est d’un sommet de montagne atteignant 1 080 m ;
- 3,7 km au nord du lac des Bouleaux ;
- 7,3 km à l’ouest du cours de la rivière à Mars ;
- 5,5 km à l’est d’une baie du lac Pikauba ;
- 17,2 km au sud de la confluence de la rivière à Mars Nord-Ouest et de la rivière à Mars.

À partir de sa source, la rivière à Mars Nord-Ouest coule sur 26,6 km généralement vers le nord, avec une dénivellation de 279 m entièrement en zone forestière, selon les segments suivants :
- 2,4 km vers le nord, jusqu'à la décharge (venant du nord-ouest) du lac Cloc-Cloc et du Petit lac Cloc-Cloc ;
- 3,5 km vers le nord jusqu'à la décharge (venant du sud-est) du lac Potvin ;
- 2,4 km vers le nord jusqu’à la décharge (venant de l’ouest) du lac Marchand ;
- 5,5 km vers le nord en serpentant, jusqu'au ruisseau (venant du sud-est) ;
- 4,0 km vers le nord en recueillant en début de segment (soit une centaine de mètres en aval) un ruisseau (venant du nord-ouest), puis le nord-est, en dénivelant de 82 m et en serpentant jusqu'à la décharge du lac des Écores (venant du nord-ouest) ;
- 6,3 km d’abord vers le nord-est jusqu’à un coude de rivière, puis sur 2,3 km vers le sud-est en serpentant jusqu'à un ruisseau (venant de l’ouest) ;
- 2,5 km en serpentant vers le nord-est, puis vers l’est en recueillant un ruisseau (venant du sud), jusqu’à son embouchure[3].

La rivière à Mars Nord-Ouest se déverse dans une boucle de rivière sur la rive ouest de la rivière à Mars. Cette confluence est située à :
- 7,8 km au nord-est du lac de l’Enfer ;
- 6,5 km au nord-ouest du lac Cinto ;
- 10,1 km au nord du lac Marchand ;
- 11,4 km au sud-ouest du lac Ha! Ha! ;
- 40,3 km au sud-est du lac Kénogami ;
- 41,7 km au sud de la confluence de la rivière à Mars et de la baie des Ha! Ha! ;
- 50,2 km au sud-est du centre-ville de Saguenay.

À partir de la confluence de la rivière à Mars Nord-Ouest, le courant descend le cours de la rivière à Mars sur 66,0 km généralement vers le nord, traverse la baie des Ha! Ha! sur 11 km vers le nord-est, puis suit le cours de la rivière Saguenay sur 99,5 km vers l’est jusqu’à Tadoussac où il conflue avec l’estuaire du Saint-Laurent.

## Toponymie
Le toponyme « rivière à Mars Nord-Ouest » est associé à son tributaire « rivière à Mars ». Ces deux toponymes évoquent le premier pionnier Mars Simard à s’établir vers les années 1870 aux abords de la rivière à Mars, sur la baie des Ha! Ha!. Le toponyme « rivière à Mars Nord-Ouest » a paru sur le brouillon de la carte du lac Pikauba, 1961-09-15, item 75 et sur le brouillon de la carte de Baie-St-Paul, 1961-06-30, item 251.
Le toponyme « rivière à Mars Nord-Ouest » a été officialisé le 5 décembre 1968 à la Banque des noms de lieux de la Commission de toponymie du Québec.